# Vida de João Batista
A Vida de São João Batista é um livro dos Apócrifos do Novo Testamento, supostamente escrito por Serapião de Tmuis em grego entre 385-395.